# Al Jawhara bint Ibrahim Al Ibrahim
Al Jawhara bint Ibrahim Al Ibrahim (...) è una principessa saudita, moglie del defunto re Fahd.

## Origini
Al Jawhara Al Ibrahim è originaria della ricca famiglia di mercanti degli Al Ibrahim. I suoi fratelli, tra i quali vi è Waleed bin Ibrahim, sono imprenditori. Una delle sue sorelle, Maha, è sposata con l'ex vice-ministro della difesa e dell'aviazione, il principe Abd al-Rahman. Un'altra sorella, Mohdi, è sposata con l'ex ministro dell'istruzione superiore, Khalid bin Mohammed Al Angari.

## Vita personale
Al Jawhara ha divorziato dal primo marito per sposare il re Fahd. Era la sua quarta e favorita consorte. Hanno avuto un figlio, il principe Abd al-Aziz, che è il figlio più giovane di re Fahd.
Dopo che il marito ha subito un ictus nel 1995, limitando le sue capacità, è diventato dipendente da lei, che lo assisteva in tutte le questioni, tra cui gli affari pubblici. La sua eminenza al suo fianco ha fornito ai suoi fratelli la possibilità di diventare imprenditori influenti.

## Vedovanza
Dopo la morte del consorte nell'agosto 2005, Al Jawhara è rimasta un membro influente e rispettato della famiglia, con stretti rapporti con i reali di alto livello, in particolare con i re fratelli germani di Fahd, i cosiddetti "Sette Sudairi". Aver accompagnato re Abd Allah in Kuwait, nel gennaio 2007 per rendere omaggio alla famiglia dopo la morte dell'emiro Jabir III è stato considerato un segno del mantenimento del suo ruolo.